# グスタヴ・ラーション
グスタヴ・エリック・ラーション（Gustav Erik Larsson、1980年9月20日- ）は、スウェーデン、ゲルマ出身の自転車競技選手。
グスタヴ・ラルソンとも表記されるほか、自転車競技雑誌・Webではグスタフ・ラーションと表記されることも多い。

## 経歴
ジュニア時代、1997年、1998年のスウェーデン国内選手権・個人タイムトライアル（ITT）連覇を果たしている。
タイムトライアル系種目での実績が目立つが、1998年にはマウンテンバイク・クロスカントリーでも国内選手権で優勝するなど、オフロードにも強い。
2001年よりプロロードレース選手となる。
2006年、フランセーズ・デ・ジューに移籍
- 国内選手権・ITTで優勝。

2007年、ユニベットに移籍
- 国内選手権・ITT連覇達したが、ユニベットがUCIプロチームであるにもかかわらず、オンラインカジノがメインスポンサーであるという理由により、グランツールをはじめとする主要レースの主催者から参加を拒絶されたことが災いし、ほとんどレース出場機会が与えられなかった。また、ユニベットは2007年シーズン限りで解散した。

2008年、チームCSCに移籍。
- クリテリウム・アンテルナシオナルでは、チームメイトであるイェンス・フォイクトに次いで総合2位。
- ジロ・デ・イタリア 総合14位。
- 8月13日に開催された北京オリンピック・ITTでは、チームメイトのファビアン・カンチェラーラに33秒差の2位に食い込み銀メダルを獲得。

2009年、世界選手権・男子個人タイムトライアル2位。
2010年
- ジロ・デ・イタリア最終第21ステージの個人タイムトライアルを制し、グランツール初勝利、総合59位。
- 国内選手権・ITT 優勝。
- ブエルタ・ア・エスパーニャ総合20位。

2011年
- ロードレース世界選手権・ITT 12位

2012年、ヴァカンソレイユ・DCMに移籍。
- パリ〜ニース 区間1勝(第1)
- ロンドン五輪・ITT 16位
- 世界選手権・ITT 19位